# 堀直定
堀 直定（ほり なおさだ）は、江戸時代前期の大名。越後村上藩の第2代藩主。4歳で家督を継いだが、7歳で夭折し、村上藩堀家は無嗣断絶となった。

## 生涯
寛永13年（1636年）、越後村上藩世嗣・堀直次（堀直寄の子）の子として生まれる。母は当時老中を務めていた土井利勝の娘。
寛永15年（1638年）7月17日、直次は25歳で死去。寛永16年（1639年）6月29日には祖父の堀直寄も死去し、同年10月22日に直定（4歳）が家督を継ぐこと（嫡孫承祖）が認められた。
直定の家督相続に際して、直寄がかつて17万石余相当の軍役を務めたいと願い出たことが持ち出され、高直しが行われて村上藩は13万石とされた。その上で、3万石は直定の叔父（直次の弟）である直時に分知され（のち村松藩主）、直定は10万石を領することとなった。寛永18年（1641年）、直定は直時とともに市谷水道の石垣の普請を命じられて務め、幕府より家臣らへの褒美が与えられている。
直定は寛永19年（1642年）3月2日、7歳で死去した。沢庵宗彭の小出吉英宛て書状（同年3月6日付）によれば、死因は疱瘡（天然痘）であるという。これにより、村上藩堀家は断絶した。